# Izvoarele minerale din satul Onițcani
Izvoarele minerale din satul Onițcani sunt un monument al naturii de tip hidrologic în raionul Criuleni, Republica Moldova. În total sunt patru izvoare: două sunt amplasate nemijlocit în satul Onițcani, iar altele două în valea râului Rădi. Ocupă o suprafață totală de 1,5 ha, sau 1,02 ha conform unor aprecieri recente. Obiectul este administrat de Primăria satului Onițcani.

## Descriere
Izvoarele sunt amplasate în satul Onițcani și în preajma acestuia. Toate au apă rece, sunt oligominerale după gradul de mineralizare și descendente de terasă din punct de vedere geologic, au debit mare. Apa este potabilă, fără miros (cu excepția izvorului „Putna”), incoloră, slab alcalină și în general nepoluată cu nitrați. După compoziția chimică, toate izvoarele sunt cu apă hidrocarbonat-sulfat-clorurată–sodiu-magneziu-calcică (HCO3 – SO4 – Cl; Na – Mg – Ca), cu excepția izvorului „Putna”, care are apă sulfat-hidrocarbonat-clorurată–calciu-sodiu-magnezică (SO4 – HCO3 – Cl; Ca – Na – Mg).
Cifre și caracteristici detaliate ale izvoarelor și calității apei sunt expuse în tabelul de mai jos:
| Indici                           | Izvorul „Putna”                             | Izvorul „Larga”                             | Izvorul nr. 3                               | Izvorul nr. 4                               |
| Caracteristici geografice        | Caracteristici geografice                   | Caracteristici geografice                   | Caracteristici geografice                   | Caracteristici geografice                   |
| -------------------------------- | ------------------------------------------- | ------------------------------------------- | ------------------------------------------- | ------------------------------------------- |
| suprafață                        | 0,25 ha                                     | 0,26 ha                                     | 0,31 ha                                     | 0,2 ha                                      |
| coordonate geografice            | 47°8′45″N 29°4′14″E / 47.14583°N 29.07056°E | 47°8′33″N 29°3′46″E / 47.14250°N 29.06278°E | 47°9′21″N 29°2′40″E / 47.15583°N 29.04444°E | 47°9′44″N 29°2′22″E / 47.16222°N 29.03944°E |
| altitudine                       | 48 m                                        | 54 m                                        | 48 m                                        | 76 m                                        |
| Proprietăți fizice               |                                             |                                             |                                             |                                             |
| debit                            | 30 l/min                                    | 30 l/min                                    | 36 l/min                                    | 48 l/min                                    |
| mirosul apei                     | hidrogen sulfurat                           | fără miros                                  | fără miros                                  | fără miros                                  |
| culoarea apei                    | incoloră                                    | incoloră                                    | incoloră                                    | incoloră                                    |
| Particularități chimice ale apei |                                             |                                             |                                             |                                             |
| pH                               | 8,0                                         | 8,4                                         | 8,1                                         | 8,1                                         |
| poluare cu nitrați               | 2 mg/l (0,04 CMA)                           | 19 mg/l (0,37 CMA)                          | 43 mg/l (0,86 CMA)                          | 37 mg/l (0,74 CMA)                          |
| compoziție chimică               | HCO3 – SO4 – Cl; Na – Mg – Ca               | SO4 – HCO3 – Cl, Ca – Na – Mg               | SO4 – HCO3 – Cl, Ca – Na – Mg               | SO4 – HCO3 – Cl, Ca – Na – Mg               |

CMA – concentrația maxim admisă

### Izvorul „Putna”

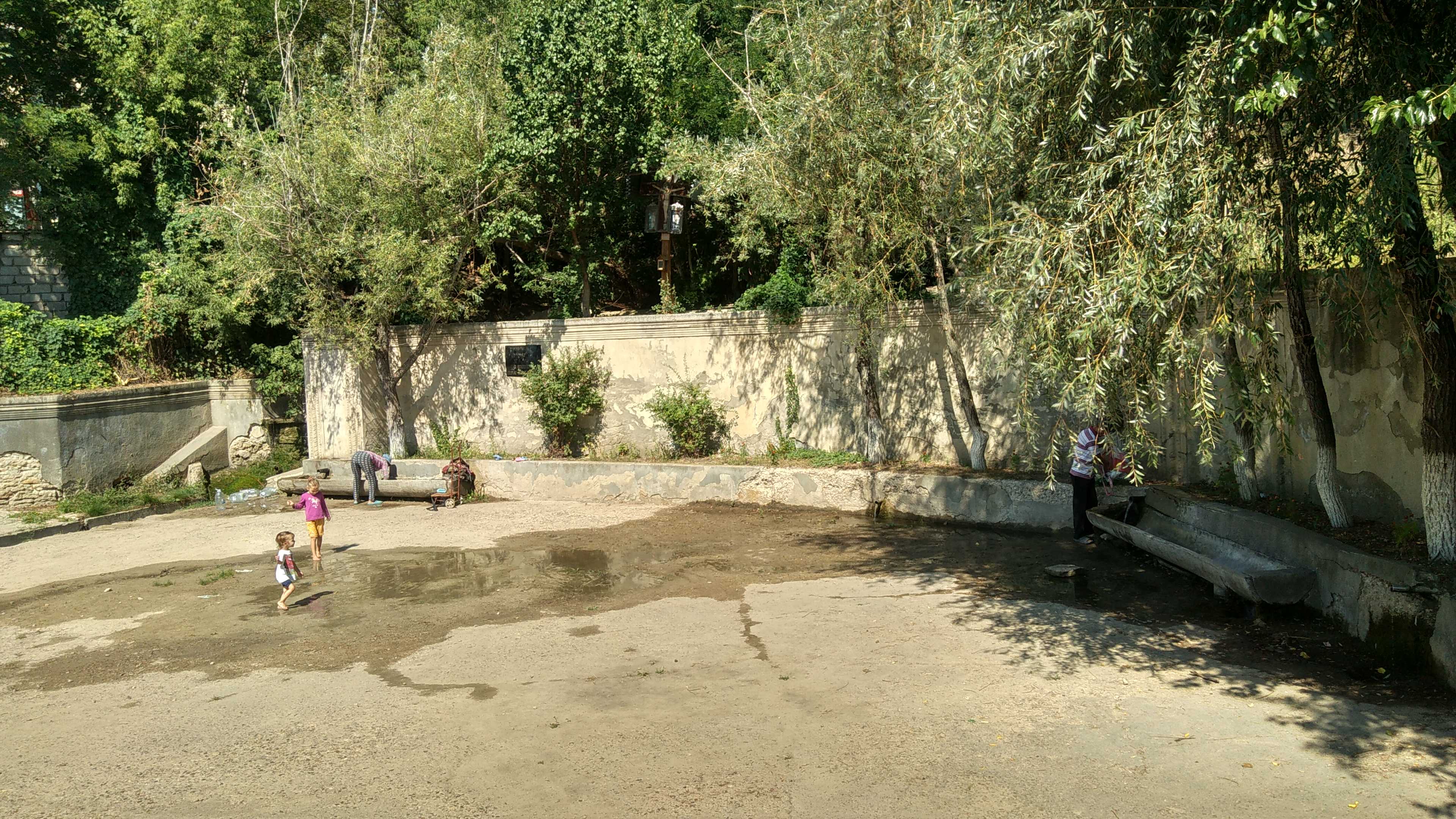
Vedere generală

Izvorul nr. 1, numit și „Putna”, este amplasat în partea centrală a satului. Este amenajat ca o rețea de uluce de beton care se revarsă într-un pârâiaș, prin care apa ajunge la un sector amenajat în sat. Sectorul este un teren betonat, cu canal de scurgere și pereți înalți de piatră.
Apa, cu miros de hidrogen sulfurat, are posibile proprietăți curative și asigură necesitățile populației unei mahalale din sat.
Izvorul se învecinează cu construcții și sectoare individuale ale localnicilor, în care uneori se depozitează gunoi menajer, ceea ce poate provoca poluarea moderată a mediului. În amonte de izvor cresc câțiva arbori de salcie. Se recomandă renovarea zidului de piatră și amenajarea terenului adiacent.

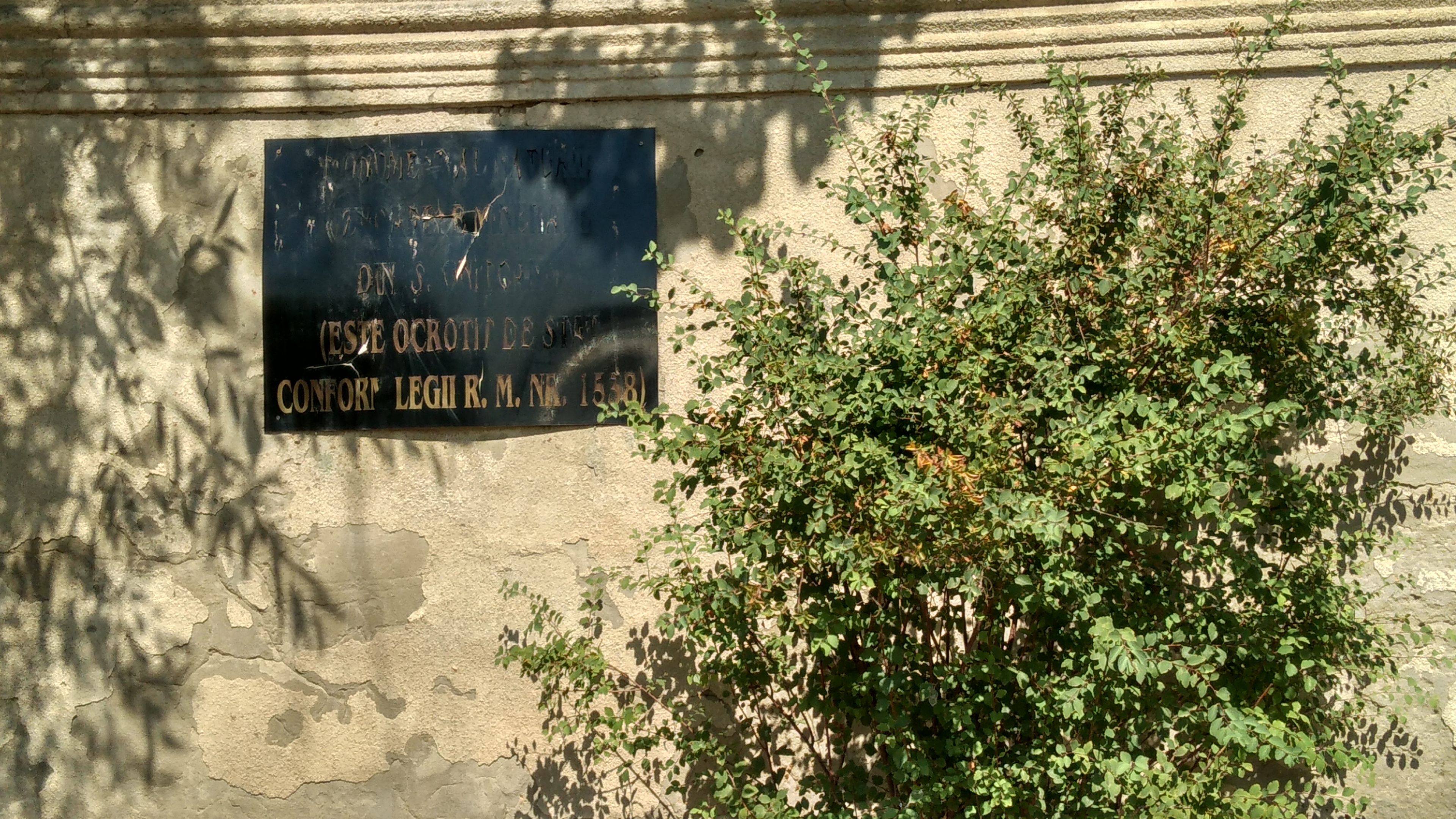
Panou informativ
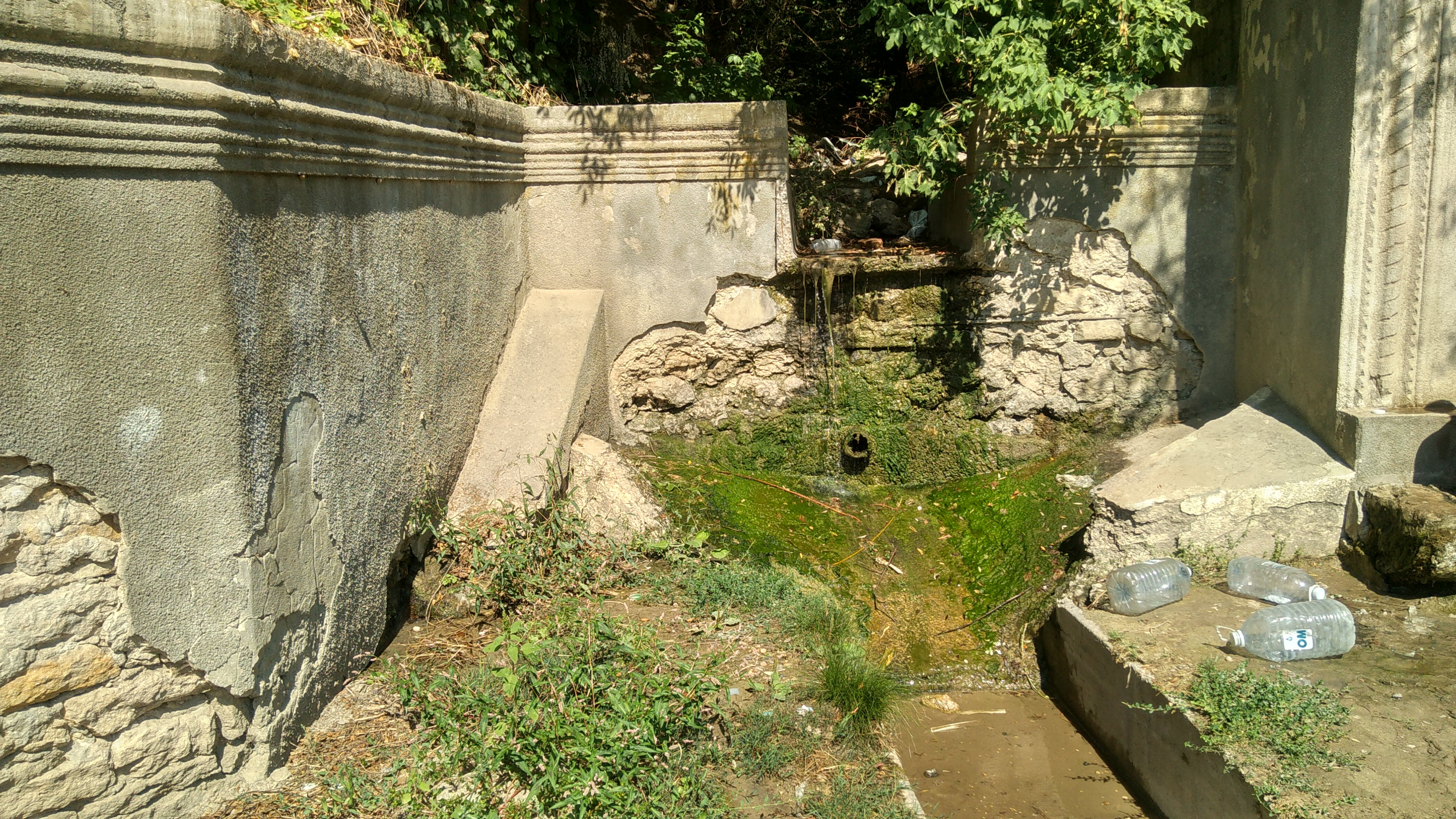
Curs de apă din amonte
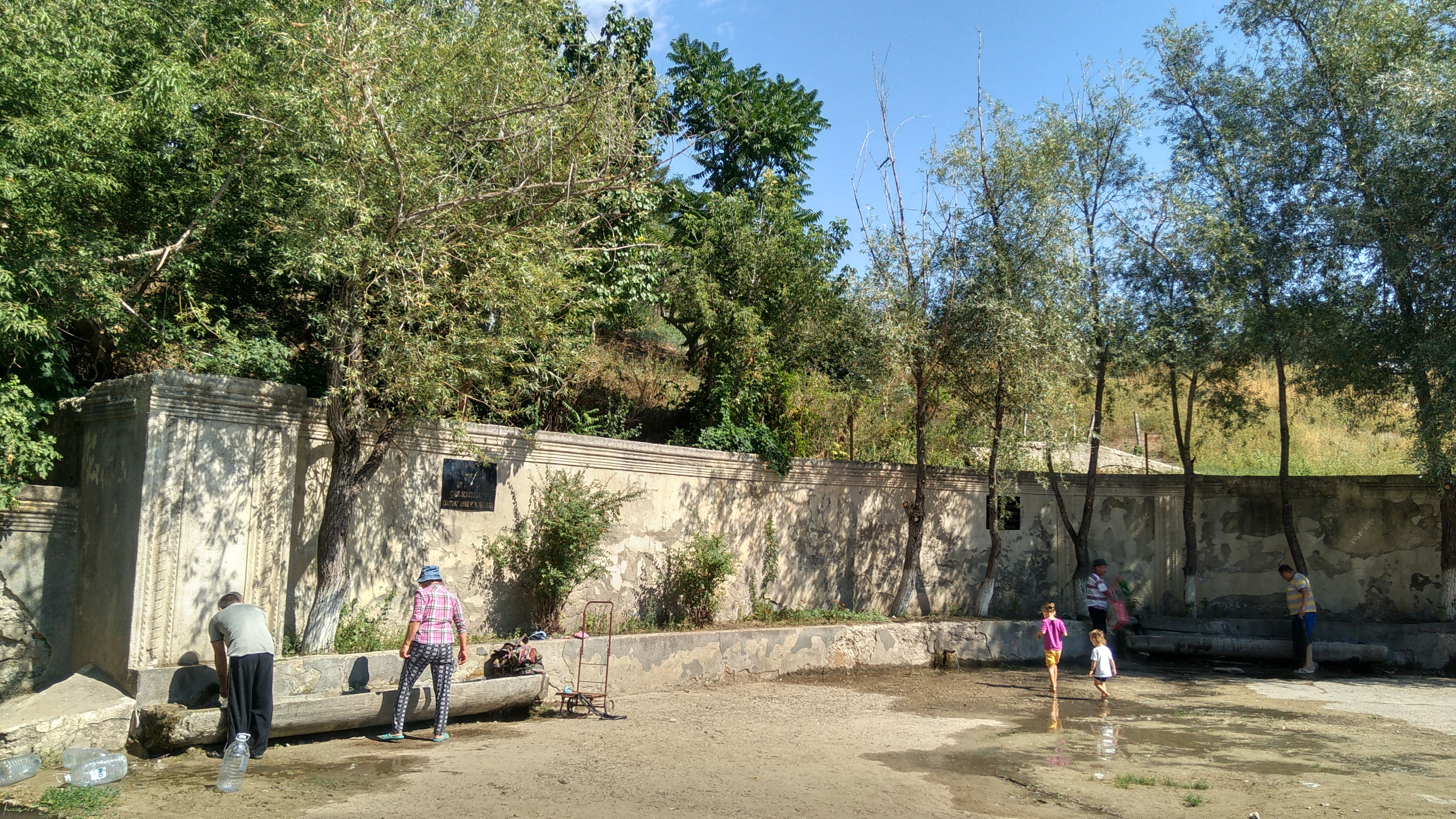
Oameni spălând rufe

### Izvorul „Larga”

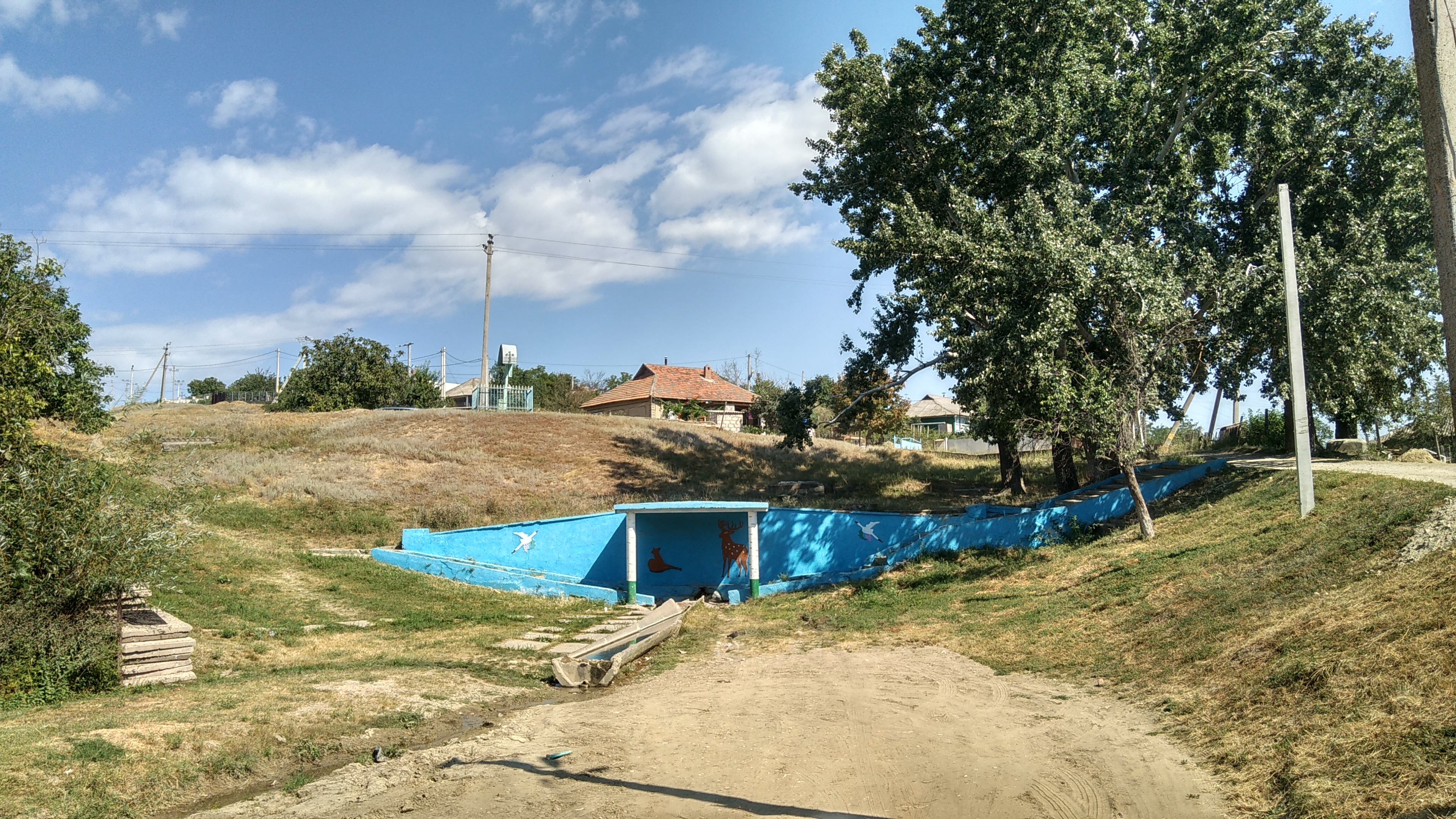
Vedere generală

Izvorul nr. 2, numit și „Larga”, este localizat în partea de sud a satului. Reprezintă o construcție cu perete de piatră tencuit, ornat cu motive tradiționale, cu acoperiș și scări de acces la țeava metalică din care apa curge într-un canal de beton.
Calitățile apei corespund normativului de apă potabilă. Aceasta este utilizată în acest sens de locuitorii unei mahalale din Onițcani.
În imediata apropiere a izvorului se află 6 arbori de plop și câțiva de salcie, iar ceva mai departe câteva case de locuit. În vecinătatea curților sătenilor se pot înregistra depozitări ale gunoiului menajer. Pentru ameliorarea situației ecologice, se recomandă înverzirea teritoriului adiacent.

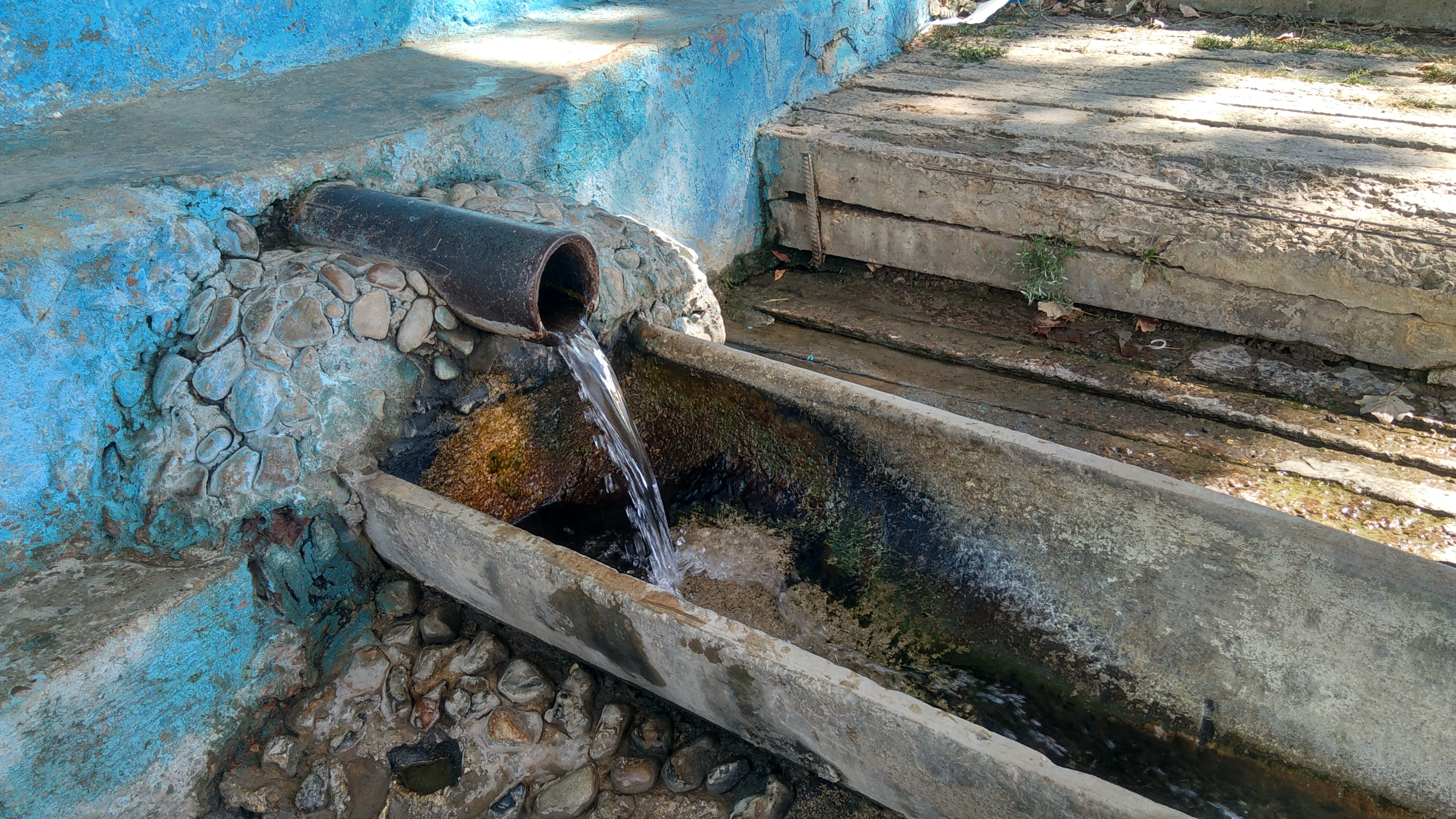
Țeava metalică
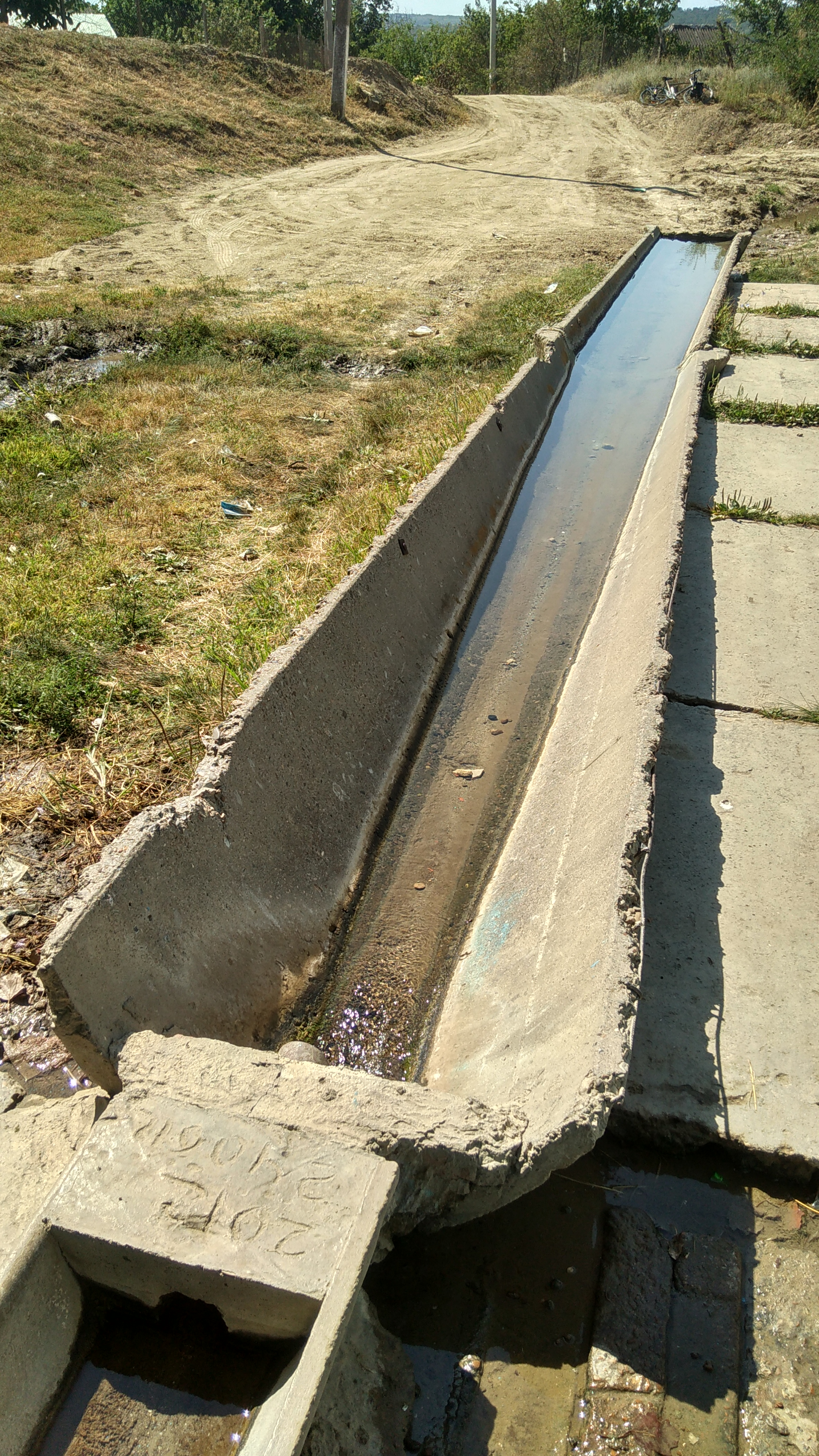
Uluc
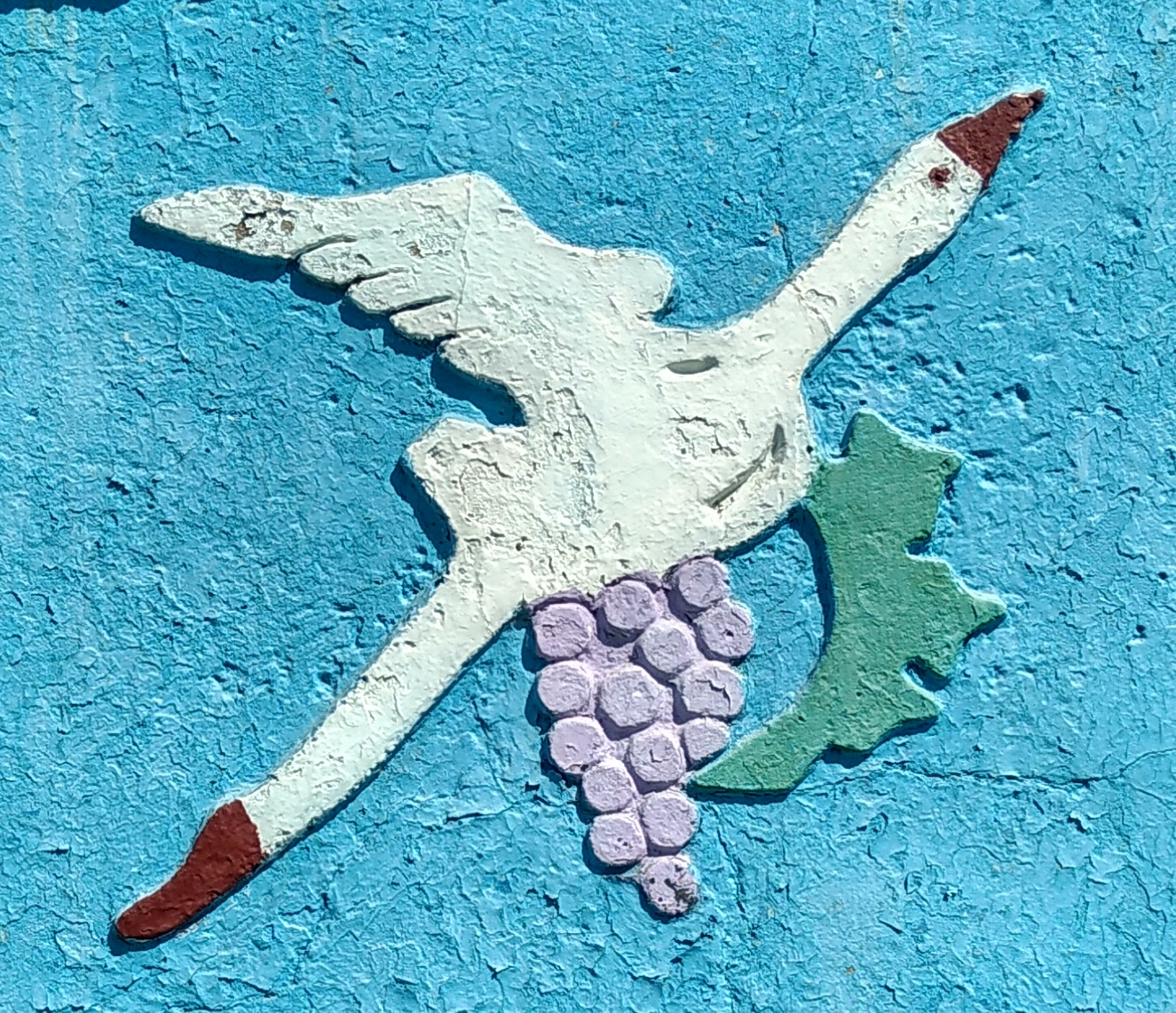
Perete de piatră, tencuit

### Izvorul nr.3
Cel de-al treilea izvor este amplasat lângă ferma veche, în lunca de pe malul drept al râului Rădi, la cca 2 km nord-vest de Onițcani. Include un sector amenajat cu un perete clădit din piatră de calcar, înalt de aprox. 1 m, prevăzut cu o gaură pentru căni. Apa curge printr-o țeavă metalică într-un uluc.
Apa este potabilă, deși nivelul de poluare cu nitrați este aproape de limită. De ea beneficiază toți sătenii, în special cei care prelucrează terenuri agricole sau pasc animale în zona dată. Aceasta, însă, provoacă o poluare moderată a mediului, inclusiv prin pășunatul și adăpatul frecvent al turmelor de oi, capre și vaci. Pentru ameliorarea situației ecologice, se recomandă înverzirea terenului adiacent și a malului Rădiului, cât și betonarea platformei unde se scurge apa.

### Izvorul nr.4
Al patrulea izvor se află pe terasa râului Rădi, la aproximativ 700 m amonte de izvorul nr. 3. Infrastructura acestuia este mai dezvoltată, aici fiind construite un edificiu, o stație de pompare și o rețea de fântâni de colectare a apei, cu scurgerea acesteia printr-o țeavă metalică — toate acestea într-un sector îngrădit cu plasă metalică. Pentru îngrijirea izvorului este prevăzut un buget și sunt angajați câțiva oameni.
Apa are duritate sporită, depășind cu 20% concentrația maxim admisă. Nivelul de poluare cu nitrați este puțin sub limită. Izvorul menține debitul râului Rădi și asigură, de rând cu celelalte trei, populația satului cu apă potabilă.
Zona de protecție este presărată cu pâlcuri de arbori, terenul adiacent fiind acoperit de plantații forestiere. La cca 50 m amonte se înalță câteva vile. Se recomandă amenajarea platformei în locul unde se scurge apa.

## Statut de protecție
Sistemul de izvoare se află sub protecția statului conform Legii nr. 1538 din 1998 privind fondul ariilor naturale protejate de stat, în anexele căreia se atestă că era în proprietatea Întreprinderii Agricole „Onițcani”. Între timp, aria protejată a trecut la balanța Primăriei.
Izvoarele din satul Onițcani sunt obiecte hidrologice de valoare națională. Cu excepția izvorului „Larga”, la toate punctele de colectare a apei sunt instalate panouri informative. La izvoarele nr. 3 și nr. 4 acestea se află într-o stare deplorabilă, de aceea este necesară renovarea lor.
Pe lângă aceste patru izvoare protejate, satul Onițcani mai dispune de aproximativ 50 de alte izvoare, fiind supranumit în trecut „valea cu o sută de izvoare”.